# Lycianthes chrysothrix
Lycianthes chrysothrix är en potatisväxtart som beskrevs av Friedrich August Georg Bitter. Lycianthes chrysothrix ingår i Himmelsögonsläktet som ingår i familjen potatisväxter. Inga underarter finns listade i Catalogue of Life.